# Шалами
Шала́ми (рос. Шаламы) — присілок у складі Байкаловського району Свердловської області. Входить до складу Байкаловського сільського поселення.
Населення — 206 осіб (2010, 234 у 2002).
Національний склад населення станом на 2002 рік: росіяни — 99 %.